# 福屋 (岡山県)
 福屋 （ふくや）は、京城府に所在して朝鮮半島全体の毛織物販売の約1割を占めていた福屋裁縫店として洋装店をルーツとして、岡山県岡山市にかつて存在したスーパーマーケットチェーンである。
1987年（昭和62年）9月にマルナカグループが当社の全株式を取得してマルナカ開発の完全子会社となり、「株式会社山陽マルナカ」へ社名を変更した。

## 歴史・概要
佐藤小房が佐藤良一と共に、1930年（昭和5年）6月に京城府本町で福屋裁縫店として洋装店を創業したのが始まりである。
鉄筋コンクリート造3階建ての店舗を構えて100名を超える従業員を抱え、朝鮮半島全体の毛織物販売の約1割を占めるほどとなったが、第2次世界大戦の終結に伴い、全財産を放棄して帰国することになった。
そして、1946年（昭和21年）9月に岡山市中之町で仕立屋として福屋をミシン1台で開店し、統制で衣料品販売がほとんど出来なかったことからシャツやドレスの縫製などを手掛けて事業を再開したが、1948年（昭和23年）に漏電で店舗が全焼した。
1953年（昭和28年）6月1日に資本金500万円で株式会社福屋を設立し、1954年（昭和29年）6月には栄町店を同じ商店街の中の高級品を扱う支店として開設して大衆店としての本店との差別化を図った。
1960年（昭和35年）12月に新店舗を完成させ、スーパーマーケットを開店した。
1963年（昭和38年）11月1日に鉄筋コンクリート造3階建て・延べ床面積約1,650m2の倉敷店を開店し、開業初日に当時の倉敷の人口の4分の1に当たる約3万人の来店客を集めた。
1968年（昭和43年）12月23日に永岡商事の共同で「児島共同ビル」を設立し、1969年（昭和44年）9月に「児島ショッピングセンター」の店舗が完成させると共に同社の社名を「児島ショッピングセンター」へ変更し、同年10月に「児島ショッピングセンター」を開業させた。
1970年（昭和45年）7月24日にダイエーとフランチャイズ契約で提携し、全商品の供給および経営指導を受けることになったが、1978年（昭和53年）に同社との提携を解消した。
しかし、競合する百貨店やスーパーの出店による影響を受けて売上が減少傾向となり、1979年（昭和54年）度には5店舗で売上高約65億円を上げたものの、経営危機に陥り、1980年（昭和55年）12月3日にマルナカと業務提携して再建の支援を受けることになった。
その結果、同社の傘下に入って備前市の備前店の皮切りに出店を再開し、同月に系列会社の「株式会社ライブ」を合併し、生鮮食品を中心とした地域密着型の店舗展開をするようになった。
1981年（昭和56年）4月に系列会社の「株式会社児島ショッピングセンター」を合併した。
1987年（昭和62年）9月にマルナカグループが当社の全株式を取得してマルナカ開発の完全子会社となり、「株式会社山陽マルナカ」へ社名を変更した。
また、佐藤小房が退任して中山明憲が代表取締役社長に就任し、岡山市平福1-305-2に新築した物流センター内に本社を移転した。

## 年表
- 1930年（昭和5年）6月[10] - 佐藤小房が佐藤良一と共に[7]京城府本町で[10]福屋裁縫店として洋装店を創業[6]。
- 1946年（昭和21年）9月 - 佐藤小房が岡山市中之町で仕立屋として福屋を開店[12]。
- 1953年（昭和28年）
  - 6月1日[4] - 資本金500万円で株式会社福屋を設立[7]。
  - 同じ商店街の中に高級品を扱う支店を開設[15]。
- 1960年12月[16] - 新店舗を完成させ[16]、スーパーマーケット業界へ進出[1]。
- 1963年（昭和38年）11月1日 - 鉄筋コンクリート造3階建て・延べ床面積約1,650m2の倉敷店を開店[17]。
- 1968年（昭和43年）12月23日 - 永岡商事の共同で「児島共同ビル」を設立[18]。
- 1969年（昭和44年）
  - 9月 - 「児島共同ビル」から「児島ショッピングセンター」へ社名を変更[18]。
  - 10月 - 「児島ショッピングセンター」を開業[19]。
- 1970年（昭和45年）7月24日 - ダイエーとフランチャイズ契約で提携[20]。
- 1975年（昭和50年）2月 - 「児島ショッピングセンター」が支店を開設[18]。
- 1978年（昭和53年） - ダイエーとの提携を解消した[4]。
- 1980年（昭和55年）
  - 12月3日 - 香川県高松市に本社を置く、株式会社マルナカと業務提携[22]。
  - 12月 - 系列会社の「株式会社ライブ」を合併[4]。
- 1981年（昭和56年）4月 - 系列会社の「株式会社児島ショッピングセンター」を合併[4]。
- 1987年（昭和62年）9月 - マルナカグループが当社の全株式を取得して[8]マルナカ開発の完全子会社となり[9]、「株式会社山陽マルナカ」へ社名を変更[8]。

## 店舗

### かつて存在した店舗
岡山市
本店（岡山市中之町40、1946年（昭和21年）9月開店、店舗面積1,759m2）
栄町店（岡山市栄町30、1954年（昭和29年）6月開店、店舗面積759m2）
1967年（昭和42年）11月に改装。
益野店（岡山市益野町41-1）
西大寺店（岡山市西大寺中1-20-34（旧・西大寺市西大寺元町269）、1963年（昭和38年）6月開店、店舗面積760m2）
奉還町店（岡山市奉還町2-10-13、1962年（昭和37年）7月7日開店、店舗面積825m2）
倉敷市
倉敷店（倉敷市阿知2-11-1、1963年（昭和38年）11月1日開店、店舗面積2,050m2）
水島店（倉敷市水島西栄町4-55-3、1968年（昭和43年）11月開店、店舗面積1,320m2）
児島店（児島味野2-2-90児島ショッピングビル、1969年（昭和44年）10月開店）
琴浦店（倉敷市児島下之町10-1-39）
新見市
新見店（新見市西方450、店舗面積300m2）
備前市
備前店（備前市伊部1373、1981年（昭和56年）11月開店）
マルナカ傘下入り後の出店再開1号店。
京城府
福屋裁縫店（京城府本町2-29、1930年（昭和5年）6月開店）

## かつて存在した関連企業
- 株式会社児島ショッピングセンター（倉敷市児島味野2-2-9[35]、1968年（昭和43年）12月23日設立[18]、資本金800万円[18][35]、スーパーマーケット[35]）

売上高26億7581万円（1979年（昭和54年）3月期）、従業員数100人
1968年（昭和43年）12月23日に「児島共同ビル」として設立され、1969年（昭和44年）9月に店舗が完成すると共に「児島ショッピングセンター」した。1975年（昭和50年）2月に支店を開設した。当社と永岡商事の共同経営だった。
- - 支店（倉敷市児島下之町10丁目[18]）
  - 支店（倉敷市水島西栄町4-55-3[18]）